# مجلس مراجعه معمارية الاوبن جي ال
مجلس مراجعه معمارية الاوبن جي ال (ARB) هو اتحاد يضع مواصفات مكتبة الاوبن جي ال.
أسس في عام 1992, وعَرف اختبارات المطابقة واعتمد مواصفات الاوبن جي ال في يوم 31 يوليو 2006, كما اٌعلن ان المجلس صوت لنقل التحكم في مواصفات الاوبن جي ال الي مجموعة خرونوس ‏

الأعضاء المصوتين يضمون 3Dlabs وأبل وإيه تي آي تكنولوجيز وDell وIBM وإنتل وNVIDIA وSGI وSun Microsystems بالإضافة الي أعضاء اخرين. وكانت مايكروسوفت عضوة في التصويت ولكنها تركت المجلس في مارس 2003.